# Strada provinciale 77 Guiglia
La strada provinciale 77 Guiglia è una strada provinciale italiana della città metropolitana di Bologna.

## Percorso
Lascia la SP 70/2 nei pressi di Castello di Serravalle e si mantiene sul crinale che separa la valle del Ghiaia da quella del Panaro. La SP 77 termina al confine con la provincia di Modena, in seguito al quale prende il nome di "via per Serravalle" e si innesta sulla SP 623 poco lontano da Guiglia.